# 哈盧希納赫雷布利亞
49°16′41″N 34°28′28″E / 49.27806°N 34.47444°E
哈盧希納赫雷布利亞（羅馬化：Halushchyna Hreblia）是烏克蘭中部的村莊，隸屬波爾塔瓦州的波爾塔瓦區。該村距離庫斯托洛韋0.5公里，面積1.07平方公里，海拔高度86米，2001年人口436。